# Wiltona filicicola
Wiltona filicicola is een spinnensoort in de taxonomische indeling van de Tengellidae.
Het dier behoort tot het geslacht Wiltona. De wetenschappelijke naam van de soort werd voor het eerst geldig gepubliceerd in 1973 door Raymond Robert Forster & Cecil Louis Wilton.